# Basket Brescia Leonessa 2013-2014
Questa voce raccoglie le informazioni riguardanti il Basket Brescia Leonessa nelle competizioni ufficiali della stagione 2013-2014.

## Stagione
Il Basket Brescia Leonessa, sponsorizzato Centrale del Latte, partecipa alla Divisione Nazionale A Gold.
Rispetto alla stagione precedente la Leonessa perde molti dei giocatori chiave che avevano contribuito al raggiungimento della finale playoff contro Pistoia: tra tutti quelle di Juan Fenrnandez, tornato all'Olimpia Milano per fine prestito e poi girato alla Dinamo Sassari, Michael Jenkins a Cantù, Nikos Mparlos tornato in Grecia all'A.E.N Neas Kīfisias, e David Brkic diretto avversario stagionale con la maglia di Napoli.
In entrata ritorna dopo un anno passato a Scafati Franko Bushati, al quale si aggiungono il pivot Tommaso Rinaldi da Veroli, il playmaker Robert Fultz da Brindisi, l'ala piccola statunitense Tamar Slay ed il play Fabio Di Bella da Montegranaro, insieme ai due giovani Alessandro Procacci e Giacomo Maspero.

### Precampionato
Dopo un breve ritiro in Val Camonica, più precisamente ad Angolo Terme, il Basket Brescia affronta la trasferta amichevole di Verona, con una formazione rimaneggiata senza alcuni dei neo acquisti come Tamar Slay, fuori per infortunio, e J.R. Giddens, appena atterrato in Italia; l'incontro utile a giovani come Procacci e Maspero, esordienti in categoria, finisce 78 a 43 per la Tezenis. La seconda partita di preparazione al campionato è contro i Lugano Tigers al Centro Sportivo San Filippo, squadra militante LNBA svizzera di cui è stata finalista della stagione precedente; la gara finisce 78 a 73 per Brescia con ottima prova del giovane Lestini (12 punti), ma anche di Di Bella, Loschi e Giddens.

Nel terzo incontro amichevole giocato a Chiari in occasione del 40º anniversario della società locale di pallacanestro, la squadra bresciana contro l'Aquila Basket Trento pareggia 72 a 72, mentre nella medesima settimana affronta al Pala San Filippo Casale Monferrato, partita prologo all'incontro tra Olimpia Milano e Olimpia Lubiana, perdendo 74 a 84.

Brescia chiude il suo precampionato partecipando al Trofeo Lombardia di Cremona, insieme ad Olimpia Milano, Pallacanestro Cantù e Vanoli Cremona, classificandosi al quarto posto dopo aver perso 71 a 94 contro Cantù nella gara inaugurale, e 79 ad 81 contro Cremona nella finale terzo e quarto posto.

### Stagione regolare
Dopo una preparazione decisamente deludente, Brescia comincia il proprio campionato con tre vittorie, rispettivamente contro l'Orlandina Basket, di Gianmarco Pozzecco, per 85 a 83, in trasferta a Trento contro l'Aquila Basket per 77 a 72, e Barcellona per 74-70, portando la squadra al raggiungimento del momentaneo primato solitario in classifica. Nella seconda trasferta stagionale, Brescia perde a Frosinone per 53 a 73 contro Veroli Basket, collezionando la prima sconfitta stagionale subito recuperata dalle tre vittorie rispettivamente contro Jesi, Trieste e Biella, tornando a conquistare la vetta della classifica.
Con la sconfitta di Trapani la Leonessa colleziona una serie di risultati più che negativi vincendo solo due gare contro Ferentino e Imola, entrambe in trasferta, su un totale di sette, perdendo contro dirette avversarie come Napoli, Verona e Torino, e chiudendo il girone d'andata al quarto posto a quattro punti dalla capolista Trento.
Nel girone di ritorno la squadra di Martelossi comincia male perdendo le prime tre partite contro l'Orlandina e Barcellona, in terra siciliana, e di un punto in casa contro la capolista Trento, continuando un trend negativo figlio del girone d'andata.
La vittoria in casa con Veroli non attenua il malumore in casa bresciana che sfocia nell'esonero di coach Alberto Martelossi dopo la sconfitta a Jesi, provvedimento poi ritirato dopo la protesta di tifosi e giocatori.
Nonostante il richiamo del tecnico udinese, le difficoltà sul parquet della Leonessa non sembrano diminuire ma danno seguito ad una serie di risultati altalenanti sia in casa che in trasferta, compromettendo seriamente il cammino per i playoff promozione, sfiorati per soli due punti nel finale di stagione, grazie anche alla serie positiva di quattro vittorie nelle ultime cinque partite stagionali.

## Organigramma societario
- Staff societario
  - Presidente: Graziella Bragaglio
  - Patron: Matteo Bonetti
  - Direttore sportivo: Marco Abbiati

## Risultati

### Legadue Gold

#### Regular season

##### Girone di andata
| Arbitri: | Gianluca Gagliardi (Napoli) Enrico Boscolo (Chioggia) Valerio Angelo Bramante (S.M. Buon Albergo) |

|                             |            |                                      |
| Slay 22 Giddens 17 Fultz 13 | Punti      | 29 Archie 18 Benevelli 17 Portannese |
| Fultz 11                    | Assist     | 3 Portannese, Soragna                |
| Giddens 9                   | Rimbalzi   | 7 Archie                             |
| Alberto Martelossi          | Allenatori | Gianmarco Pozzecco                   |

| Arbitri: | Stefano Ursi (Livorno) Paolo Cherbaucich (Trieste) Riccardo Bianchini (Bagno a Ripoli) |

|                                           |            |                                                |
| Pascolo 17 Elder, Triche 16 Baldi Rossi 9 | Punti      | 17 Fultz, Rinaldi 9 Slay 8 Cuccarolo, Di Bella |
| Elder 3                                   | Assist     | 6 Fultz                                        |
| Lechthaler 9                              | Rimbalzi   | 9 Cuccarolo                                    |
| Maurizio Buscaglia                        | Allenatori | Alberto Martelossi                             |

| Arbitri: | Andrea Masi (Firenze) Sergio Noce (Latina) Pierpaolo Canestrelli (Genova) |

|                              |            |                                |
| Slay 16 Di Bella 15 Fultz 12 | Punti      | 26 Collins 13 Young 10 Maresca |
| Giddens 5                    | Assist     | 5 Collins                      |
| Slay 10                      | Rimbalzi   | 9 Filloy                       |
| Alberto Martelossi           | Allenatori | Giovanni Perdichizzi           |

| Arbitri: | Gaetano Peretti (Napoli) Marco Pierantozzi (Ascoli Piceno) Luca Maffei (Silea) |

|                                              |            |                                |
| Cittadini 14 Blizzard 12 Carenza, Casella 10 | Punti      | 13 Giddens 9 Loschi 7 Di Bella |
| Blizzard 3                                   | Assist     | 2 Bushati                      |
| Casella 6                                    | Rimbalzi   | 5 Giddens                      |
| Marco Ramondino                              | Allenatori | Alberto Martelossi             |

| Arbitri: | Manuel Attard (Priolo) Daniele Maniero (Venezia) Cerrazzo |

|                               |            |                                 |
| Slay 16 Di Bella 14 Loschi 13 | Punti      | 33 Goldwire 18 Maggioli 8 Rocca |
| Fultz 7                       | Assist     | 10 Goldwire                     |
| Cuccarolo 10                  | Rimbalzi   | 7 Rocca                         |
| Alberto Martelossi            | Allenatori | Piero Coen                      |

| Arbitri: | Roberto Materdomini (Matera) Francesco Terranova (Ferrara) Alex D'Amato (Roma) |

|                                       |            |                                        |
| Candussi, Harris 16 Tonut 8 Ruzzier 7 | Punti      | 15 Di Bella 12 Loschi, Rinaldi 9 Fultz |
| Hoover 3                              | Assist     | 4 Di Bella                             |
| Harris 14                             | Rimbalzi   | 8 Di Bella                             |
| Eugenio Dalmasson                     | Allenatori | Alberto Martelossi                     |

| Arbitri: | Mauro Moretti (Marsciano) Claudio Di Toro (Perugia) Luigi Gasparri (Legnano) |

|                                |            |                                |
| Giddens 20 Fultz 18 Rinaldi 17 | Punti      | 28 Hollis 26 Vaskuil 20 Laganà |
| Fultz 8                        | Assist     | 5 Laganà                       |
| Giddens 11                     | Rimbalzi   | 13 Hollis                      |
| Alberto Martelossi             | Allenatori | Fabio Corbani                  |

| Arbitri: | Nicola Beneduce (Caserta) Alessandro Tirozzi (Bologna) Achille Ascione (Caserta) |

|                                                    |            |                                 |
| Parker, Renzi 17 Baldassarre 13 Ferrero, Lowery 12 | Punti      | 17 Giddens 13 Fultz 12 Di Bella |
| Parker 6                                           | Assist     | 5 Fultz                         |
| Lowery 12                                          | Rimbalzi   | 10 Cuccarolo                    |
| Lino Lardo                                         | Allenatori | Alberto Martelossi              |

| Arbitri: | Eduardo Ciano (Vicopisano) Pierantonio Riosa (Trieste) Martino Galasso (Siena) |

|                                       |            |                               |
| Bucci 20 Garri, Pierich 16 Johnson 11 | Punti      | 18 Fultz 12 Loschi 11 Rinaldi |
| Guarino 6                             | Assist     | 5 Fultz                       |
| Pierich 7                             | Rimbalzi   | 10 Giddens                    |
| Franco Gramenzi                       | Allenatori | Alberto Martelossi            |

| Arbitri: | Gaetano Perretti (Napoli) Luca Bonfante (Lonigo) Alessandro Saraceni (Zola Predosa) |

|                                       |            |                                 |
| Giddens 23 Slay, Fultz 20 Di Bella 12 | Punti      | 28 Jackson 19 Dillard 13 Cutolo |
| Fultz 4                               | Assist     | 3 Cutolo                        |
| Giddens 15                            | Rimbalzi   | 6 Cutolo                        |
| Alberto Martelossi                    | Allenatori | Giulio Griccioli                |

| Arbitri: | Christian Borgo (Dueville) Paolo Lestingi (Roma) Andrea Chersicla (Trieste) |

|                                |            |                                  |
| Di Bella 14 Slay 13 Giddens 12 | Punti      | 26 Weaver 12 Brkic 9 Malaventura |
| Di Bella 6                     | Assist     | 4 Black                          |
| Giddens 11                     | Rimbalzi   | 8 Weaver                         |
| Alberto Martelossi             | Allenatori | Demis Cavina                     |

| Arbitri: | Beniamino Manuel Attard (Trieste) Michele Capurro (Reggio Calabria) Roberto Biasini (Veroli) |

|                                               |            |                                           |
| Niles 16 Passera 15 Dordei, Mancin, Poletti 8 | Punti      | 28 Giddens Loschi 20 Bushati, Di Bella 12 |
| Maccaferri, Passera 3                         | Assist     | 2 Di Bella, Giddens                       |
| Poletti 14                                    | Rimbalzi   | 15 Giddens                                |
| Vincenzo Esposito                             | Allenatori | Alberto Martelossi                        |

| Brescia 22 dicembre 2013, ore 18:00 UTC+1 13ª giornata | Brescia | – | Scaligera Verona | Pala San Filippo |

| Torino 29 dicembre 2013, ore 18:00 UTC+1 14ª giornata | PMS Torino | – | Brescia | Palasport Ruffini |

| Brescia 5 gennaio 2014, ore 18:00 UTC+1 15ª giornata | Brescia | – | Fulgor L. Forlì | Pala San Filippo |

##### Girone di ritorno
| Arbitri: | Claudio Di Toro (Perugia) Marco Sivieri (Vigarano Mainarda) Marco Pierantozzi (Ascoli Piceno) |

|                                 |            |                                |
| Nicević 22 Archie 21 Soragna 16 | Punti      | 26 Slay 24 Di Bella 10 Bushati |
| Basile 7                        | Assist     | 6 Fultz                        |
| Archie 7                        | Rimbalzi   | 9 Giddens                      |
| Gianmarco Pozzecco              | Allenatori | Alberto Martelossi             |

| Arbitri: | Andrea Masi (Firenze) Cerazzo (Alessandria) Andrea Longobucco (Ciampino) |

|                                 |            |                                     |
| Giddens 21 Rinaldi 16 Loschi 12 | Punti      | 16 Pascolo 13 Forrey 12 Baldi Rossi |
| Giddens 8                       | Assist     | 4 Spanghero, Triche                 |
| Giddens 7                       | Rimbalzi   | 8 Pascolo                           |
| Alberto Martelossi              | Allenatori | Maurizio Buscaglia                  |

| Arbitri: | Roberto Materdomini (Matera) Alberto Scrima (Catanzaro) Giulio Pepponi (Spello) |

|                                |            |                                     |
| Fantoni 34 Young 23 Maresca 14 | Punti      | 26 Giddens 9 Slay 8 Rinaldi         |
| Collins 7                      | Assist     | 5 Fultz                             |
| Ganeto 7                       | Rimbalzi   | 5 Cuccarolo, Giddens, Rinaldi, Slay |
| Ugo Ducarello                  | Allenatori | Alberto Martelossi                  |

| Arbitri: | Gianfranco Ciaglia (Caserta) Andrea Fabiani Marco Scudieri |

|                                 |            |                                             |
| Giddens 19 Fultz 12 Di Bella 11 | Punti      | 15 Cittadini 13 Sanders 8 Blizzard, Samuels |
| Di Bella 6                      | Assist     | 5 Sanders, Tomassini                        |
| Giddens 9                       | Rimbalzi   | 6 Sanders                                   |
| Alberto Martelossi              | Allenatori | Marco Ramondino                             |

| Arbitri: | Antonio Migotto (San Stino di Livenza) Pierantonio Riosa (Trieste) |

|                                    |            |                                       |
| Santiangeli Borsato 23 Maggioli 19 | Punti      | 24 Giddens 14 Fultz, Slay 12 Di Bella |
| Migliori 4                         | Assist     | 4 Di Bella, Loschi                    |
| Jukić 7                            | Rimbalzi   | 16 Giddens                            |
| Piero Coen                         | Allenatori | Alberto Martelossi                    |

| Brescia 9 febbraio 2014, ore 18:00 UTC+1 6ª giornata                    | Brescia    | 81 – 79           | Pall. Trieste | Pala San Filippo |
| \| \| \| \| \| Alberto Martelossi \| Allenatori \| Eugenio Dalmasson \| |            |                   |               |                  |
|                                                                         |            |                   |               |                  |
| Alberto Martelossi                                                      | Allenatori | Eugenio Dalmasson |               |                  |

| Biella 16 febbraio 2014, ore 18:00 UTC+1 7ª giornata                | Pall. Biella | 86 – 63            | Brescia | Lauretana Biella Forum |
| \| \| \| \| \| Fabio Corbani \| Allenatori \| Alberto Martelossi \| |              |                    |         |                        |
|                                                                     |              |                    |         |                        |
| Fabio Corbani                                                       | Allenatori   | Alberto Martelossi |         |                        |

| Brescia 23 febbraio 2014, ore 18:00 UTC+1 8ª giornata            | Brescia    | 77 – 75    | Trapani Shark | Pala San Filippo |
| \| \| \| \| \| Alberto Martelossi \| Allenatori \| Lino Lardo \| |            |            |               |                  |
|                                                                  |            |            |               |                  |
| Alberto Martelossi                                               | Allenatori | Lino Lardo |               |                  |

| Brescia 2 marzo 2014, ore 18:00 UTC+1 9ª giornata                     | Brescia    | 75 – 90         | Basket Ferentino | Pala San Filippo |
| \| \| \| \| \| Alberto Martelossi \| Allenatori \| Franco Gramenzi \| |            |                 |                  |                  |
|                                                                       |            |                 |                  |                  |
| Alberto Martelossi                                                    | Allenatori | Franco Gramenzi |                  |                  |

| Casale Monferrato 16 marzo 2014, ore 18:00 UTC+1 10ª giornata          | Junior Casale | 83 – 77            | Brescia | PalaFerraris |
| \| \| \| \| \| Giulio Griccioli \| Allenatori \| Alberto Martelossi \| |               |                    |         |              |
|                                                                        |               |                    |         |              |
| Giulio Griccioli                                                       | Allenatori    | Alberto Martelossi |         |              |

| Napoli 23 marzo 2014, ore 18:00 UTC+1 11ª giornata                    | Azzurro Napoli | 80 – 86            | Brescia | PalaBarbuto |
| \| \| \| \| \| Massimo Bianchi \| Allenatori \| Alberto Martelossi \| |                |                    |         |             |
|                                                                       |                |                    |         |             |
| Massimo Bianchi                                                       | Allenatori     | Alberto Martelossi |         |             |

| Brescia 30 marzo 2014, ore 18:00 UTC+1 12ª giornata                   | Brescia    | 83 – 45         | A. Costa Imola | Pala San Filippo |
| \| \| \| \| \| Alberto Martelossi \| Allenatori \| Federico Vecchi \| |            |                 |                |                  |
|                                                                       |            |                 |                |                  |
| Alberto Martelossi                                                    | Allenatori | Federico Vecchi |                |                  |

| Verona 5 aprile 2014, ore 18:00 UTC+1 13ª giornata                       | Scaligera Verona | 90 – 61            | Brescia | PalaOlimpia |
| \| \| \| \| \| Alessandro Ramagli \| Allenatori \| Alberto Martelossi \| |                  |                    |         |             |
|                                                                          |                  |                    |         |             |
| Alessandro Ramagli                                                       | Allenatori       | Alberto Martelossi |         |             |

| Brescia 13 aprile 2014, ore 18:00 UTC+1 14ª giornata                      | Brescia    | 87 – 85             | PMS Torino | Pala San Filippo |
| \| \| \| \| \| Alberto Martelossi \| Allenatori \| Stefano Pillastrini \| |            |                     |            |                  |
|                                                                           |            |                     |            |                  |
| Alberto Martelossi                                                        | Allenatori | Stefano Pillastrini |            |                  |

| Forlì 27 aprile 2014, ore 18:00 UTC+1 15ª giornata                  | Fulgor L. Forlì | 87 – 101           | Brescia | PalaFiera |
| \| \| \| \| \| Massimo Galli \| Allenatori \| Alberto Martelossi \| |                 |                    |         |           |
|                                                                     |                 |                    |         |           |
| Massimo Galli                                                       | Allenatori      | Alberto Martelossi |         |           |